# Aéroport de Rankin Inlet
L'aéroport de Rankin Inlet est un aéroport situé au Nunavut, au Canada.

## Compagnies et destinations
| Compagnies     | Destinations                                                                |
| -------------- | --------------------------------------------------------------------------- |
| Calm Air       | Arviat, Qamani'tuaq, Chesterfield Inlet, Coral Harbour, Naujaat, Whale Cove |
| Canadian North | Iqaluit, Ottawa, Yellowknife, Winnipeg                                      |